# Хильдебранд, Генрих
Генрих Хильдебранд (нем. Heinrich Hildebrand; 18 июля 1866, Розенталь, Гессен — 1 ноября 1940, Марбург) — немецкий врач, специалист по судебной медицине, профессор Марбургского университета. 

## Биография
После окончания средней школы Генрих Хильдебранд изучал медицину в университете Марбурга. 22 октября 1884 года он — четвертым в своей семье — вступил в студенческое братство «Corps Hasso-Nassovia Marburg»; трижды становился заместителем главы (Vize-Senior) данной организации. В 1889 году он стал государственный экзамен и отправился волонтером в офтальмологическую больницу Марбурга; после этого он стал ассистентом врача в глазной клинике в Хагене. После получения степени кандидата наук, Хильдебранд стал врачом общей практики в Марбурге. В 1894 году, после сдачи соответствующего экзамена (Physikatsexamen), он стал районным хирургом (Kreiswundarzt).
В 1897 году Хильдебранд стал ассистентом в «Marburger Anatomischen Sammlung». С 1900 года он состоял ассистентом в Университетской клинике Гамбург-Эппендорф, а в 1901 — стал судебным медиком. В 1902 году он получил пост экстраординарного профессора по судебной медицине в Марбургском университете. Во время Первой мировой войны, с 1914 по 1917 год, Хильдебранд состоял главным врачом резервного лазарета. В 1922 году он стал полным профессором и директором Судебно-медицинского института, а с 1929 — возглавлял школу медицинских лаборантов (Medizinisch-technischer Assistent). 11 ноября 1933 года Генрих Хильдебранд был среди более 900 ученых и преподавателей немецких университетов и вузов, подписавших «Заявление профессоров о поддержке Адольфа Гитлера и национал-социалистического государства». В 1934 году он вышел в отставку. Кроме того, с 1906 по 1938 год, Хильдебранд являлся председателем ассоциации бывших членов братства «Corps Hasso-Nassovia».

## Работы
- Gerichtliche Medizin. 1927.
- Gerichtliche Medizin. Ein Leitfaden für Studierende und praktische Arzte. 1932.

## Семья
В 1901 году Генрих Хильдебранд женился на Фриде Фюрст (Frieda Fürst) из Трансильвании: в семье было две дочери и сын.